# Masdar
Masdar est une entreprise émiratie spécialisée dans les énergies renouvelables. L'entreprise a donné son nom à Masdar City, où est situé son siège social.

## Histoire
En avril 2025, Masdar annonce l'acquisition de la participation qu'elle ne détenait pas déjà dans Terna Energy (en), soit 30 %, les 70 % précédents ayant été acquis en novembre 2024 pour un total de 3,2 milliards d'euros.